# Petraliella intermediata
Petraliella intermediata är en mossdjursart som beskrevs av Gordon 1984. Petraliella intermediata ingår i släktet Petraliella och familjen Petraliellidae. Inga underarter finns listade i Catalogue of Life.